# Geser süm
Geser süm (mon. Гэсэр сγм) – klasztor buddyjski w Ułan Bator w Mongolii. 
Założony w latach 1919–1920 z inicjatywy chińskiego kupca Dzachar Güwe. Klasztor zbudowany został w stylu chińskim, pierwotnie był użytkowany przez taoistów. W 1933 roku przestał pełnić funkcje kultowe, miały w nim siedzibę rozmaite organizacje. Na początku lat dziewięćdziesiątych XX w. przywrócono mu funkcje kultowe, obecnie użytkowany jest przez wyznawców buddyzmu tybetańskiego.